# SV Ludweiler-Warndt
Der SV 08 Ludweiler ist ein Fußballverein aus Völklingen im Saarland. Die erste Mannschaft spielt in der Saison 2024/25 in der Bezirksliga Köllertal/Warndt, die zweite Mannschaft in der Kreisliga A Köllertal-Warndt. Zwischen 1954 und 1963 spielte die erste Mannschaft in der damals zweitklassigen II. Division Südwest.

## Geschichte
Der Verein wurde im Juni 1908 als Sportvereinigung 1908 Ludweiler-Warndt gegründet. Das Wort „Warndt“ steht dabei für das Waldgebiet, welches Ludweiler umgibt. Im Jahre 1913 wurde der Verein dem TV Ludweiler-Warndt angeschlossen, ehe es 1937 zu einem Zusammenschluss aller örtlichen Vereine zum VfL Ludweiler-Warndt kam. Nach dem Ende des Zweiten Weltkrieges wurde der VfL aufgelöst. Ende 1945 wurde der Verein unter seinem heutigen Namen wiedergegründet.
Einen ersten großen Erfolg feierte der Verein im Jahre 1933 mit dem Aufstieg in die damals zweitklassige Bezirksliga. 1946 stieg die Mannschaft in die Saarlandliga auf, der sie drei Jahre lang angehörten. Im Jahre 1953 stiegen die Ludweiler in die Amateurliga Saarland auf, wurden auf Anhieb Meister und schafften den Aufstieg in die II. Division Südwest. Dort belegte die Mannschaft meistens Plätze im Mittelfeld. Der größte Erfolg war der sechste Platz in der Saison 1961/62 unter dem späteren Bundesligatrainer Otto Knefler. Ein Jahr später verpasste die Mannschaft die Qualifikation zur Regionalliga Südwest.
1965 wurde der SV Ludweiler-Warndt Meister der Amateurliga Saarland, scheiterte aber in der Aufstiegsrunde zur Regionalliga Südwest am SV Alsenborn. In den folgenden Jahren erreichte die Mannschaft Platzierungen im Mittelfeld. 1973 wurde die Mannschaft Vizemeister und qualifizierte sich für die Deutsche Amateurmeisterschaft, wo in der ersten Runde das Aus gegen die Amateure des 1. FC Kaiserslautern folgte.
Im Jahre 1975 stiegen die Ludweiler aus der Amateurliga ab, 1983 folgte der Abstieg in die Bezirksliga. Erst 1988 gelang die Rückkehr in die Landesliga. Im Jahre 1990 unterlag die Mannschaft im Finale des Saarlandpokals Borussia Neunkirchen mit 0:6. Dennoch qualifizierte sich die Mannschaft für den DFB-Pokal, in dem man in der ersten Runde gegen den SV Meppen ausschied. Am Ende der Saison 1990/91 gelang die Rückkehr in die Verbandsliga Saarland.
1993 erreichten die Ludweiler erneut das Finale des Saarlandpokals, welches gegen den SV Mettlach verloren ging. In der ersten Runde des DFB-Pokals unterlag die Mannschaft Borussia Dortmund mit 1:4. 1995 folgte der Abstieg aus der Verbandsliga, dem der Abstieg aus der Landesliga ein Jahr später folgte. Im Jahre 2012 wurde das Team ungeschlagen Herbstmeister in der Bezirksliga Saarlouis. Anschließend wurde man Meister und stieg am Ende der Saison 2012/13 in die Landesliga auf. Nachdem der Verein zwischenzeitlich bis in die Kreisliga A abgerutscht war, spielt er seit der Saison 2022/23 wieder in der Bezirksliga, Staffel Köllertal-Warndt.